# Croton glandulosepalus
Espèce
Croton glandulosepalus est une espèce de plantes à fleurs du genre Croton et de la famille des Euphorbiaceae, présente du sud-ouest du Mexique jusqu'au Belize.